# ミンスキー・モーメント
ミンスキー・モーメント（ミンスキーの瞬間）とは、信用循環または景気循環において、投資家が投機によって生じた債務スパイラルによりキャッシュフロー問題を抱えるポイントである。このポイントにおいて、どのカウンターパーティー（金融取引参加者）も事前につけられた高い提示額に対して値をつけることができず、大きな株の投げ売りが始まる。その結果、市場決済資産価格の突然かつ急激な崩壊、市場流動性における急激な落ち込みが発生する。
この用語はエコノミスト・ハイマン・ミンスキーの名前にちなんだもので、1998年、ロシア財政危機を説明するためにパシフィック・インベストメント・マネジメント（PIMCO）のポール・マカリーによって造り出された。ミンスキー・モーメントは、長い繁栄と借金による投機を促す投資価値の増大の後にやって来る。
その概念はいくつかの点でオーストリア学派型景気循環理論と類似しているが、ハイマン・ミンスキー自身はポスト・ケインジアンである。